# Vogelpark

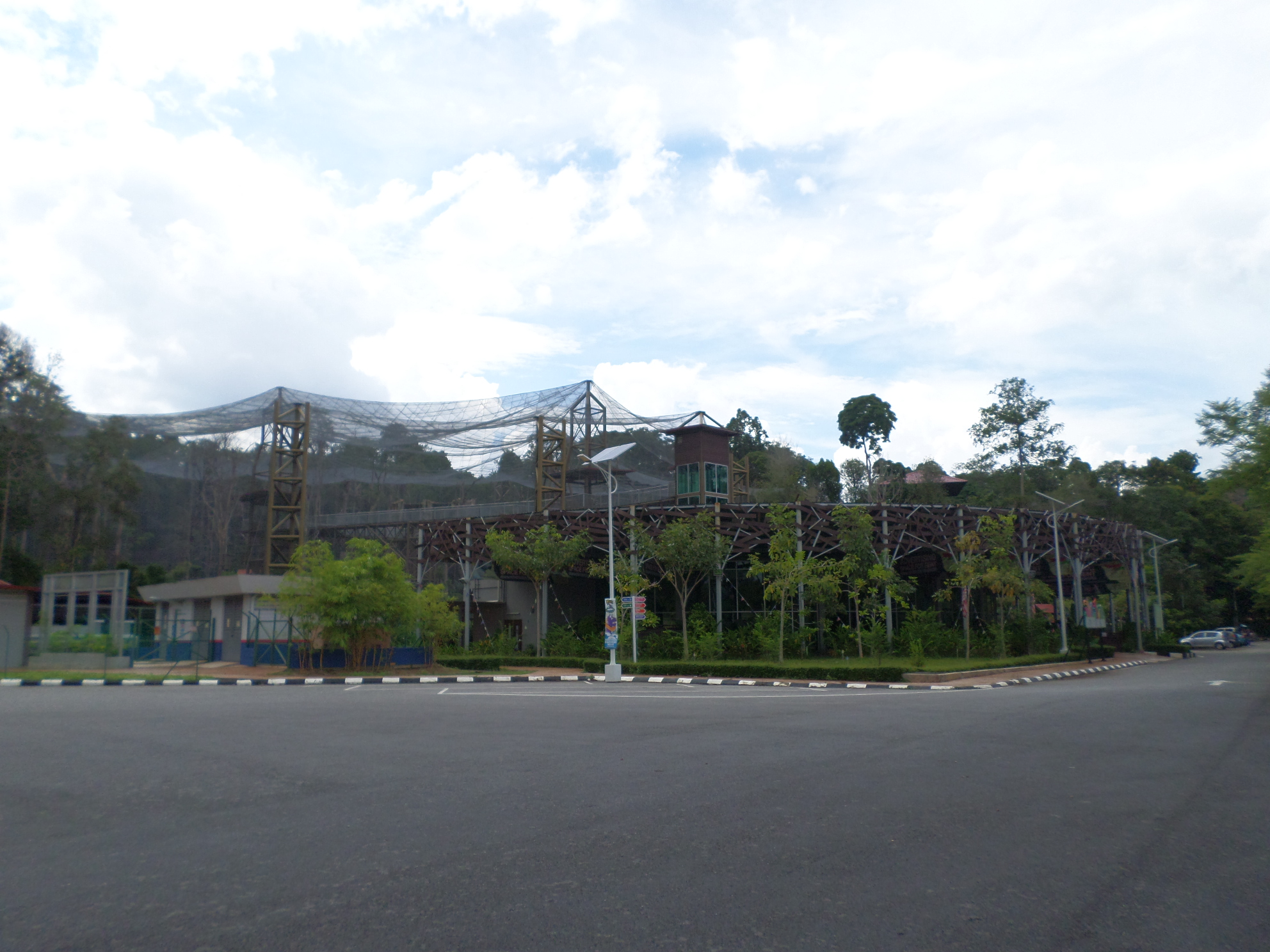
Vogelpark

Ein Vogelpark ist ein Tierpark mit dem Schwerpunkt der Zucht und Pflege bestimmter, meist exotischer Vogelarten. Große Vogelparks umfassen u. a. in der Regel eine Vielzahl von Volieren, klimatisierte Tropenhäuser, begehbare Freiflughallen und Bruthäuser, in denen die Aufzucht von Jungtieren durch Scheiben beobachtet werden kann. Viele Parks bieten darüber hinaus Unterhaltungsprogramme (Vogelshows) an, bei denen dressierte Vögel Kunststücke vorführen. Daneben gibt es, vor allem in Deutschland (Hessen und Oberrheingebiet), viele (oft kleinere) vereinsgeführte Vogelparks, die teilweise kostenfrei zu besichtigen sind und durchaus teilweise auch seltene Arten in ihrem Bestand haben.
Bekannte Vogelparks in Deutschland sind:
- Vogelpark Abensberg
- Harzfalkenhof Bad Sachsa
- Affen- und Vogelpark Eckenhagen
- Vogelpark Heiligenkirchen
- Vogelburg (im Naturpark Taunus)
- Vogelpark Irgenöd
- Kahler Vogelpark (1971–2006)
- Vogelpark am Krater
- Vogelpark Marlow
- Vogelpark Olching
- Vogelpark Niendorf (Gemeinde Timmendorfer Strand)
- Solinger Vogel- und Tierpark
- Vogelpark Steinen (Südschwarzwald)
- Weltvogelpark Walsrode

Österreich
- Vogelpark Schmiding
- Vogelpark Turnersee
- Adlerarena Burg Landskron

Niederlande
- Vogelpark Avifauna

Kanarische Inseln (Spanien)
- Loro Parque
- Palmitos Park

Brasilien
- Vogelpark Foz do Iguaçu (16,5 ha Gelände, 1400 Vögel, 150 verschiedene Arten; größter Vogelpark in Lateinamerika[1])

Kanada
- Bird Kingdom

Südafrika
- Hout Bay

Singapur
- Jurong Bird Park

Thailand
- Vogelpark Chai Nat